# Ерленбах (Округ Хајлброн)
Ерленбах (њем. Erlenbach) општина је у њемачкој савезној држави Баден-Виртемберг. Једно је од 46 општинских средишта округа Хајлброн. Према процјени из 2010. у општини је живјело 4.912 становника. Посједује регионалну шифру (AGS) 8125027.

## Географски и демографски подаци
Ерленбах се налази у савезној држави Баден-Виртемберг у округу Хајлброн. Општина се налази на надморској висини од 254 метра. Површина општине износи 12,7 km². У самом мјесту је, према процјени из 2010. године, живјело 4.912 становника. Просјечна густина становништва износи 386 становника/km².

## Међународна сарадња
| Мјесто          | Држава    | Врста сарадње | Од    |
| --------------- | --------- | ------------- | ----- |
| Сеш сил ле Лоар | Француска | партнерство   | 2000. |
| Извор           |           |               |       |